# Minona
Minona är ett släkte av plattmaskar. Minona ingår i familjen Monocelididae.

## Dottertaxa tillMinona, i alfabetisk ordning[1]
- Minona alba
- Minona albicincta
- Minona australis
- Minona baltica
- Minona beaglei
- Minona bermudensis
- Minona bistylifera
- Minona concharum
- Minona cornupenis
- Minona degadti
- Minona divae
- Minona dolichovesicula
- Minona evelinae
- Minona fernandinensis
- Minona gemella
- Minona gigantea
- Minona hastata
- Minona heronensis
- Minona ileanae
- Minona indonesiana
- Minona obscura
- Minona paulmartensi
- Minona pelvivaginalis
- Minona peteraxi
- Minona proculvaginata
- Minona pseudoileanae
- Minona puertoricana
- Minona queenslandensis
- Minona secta
- Minona trigonopora